# Petrópole Tênis Clube

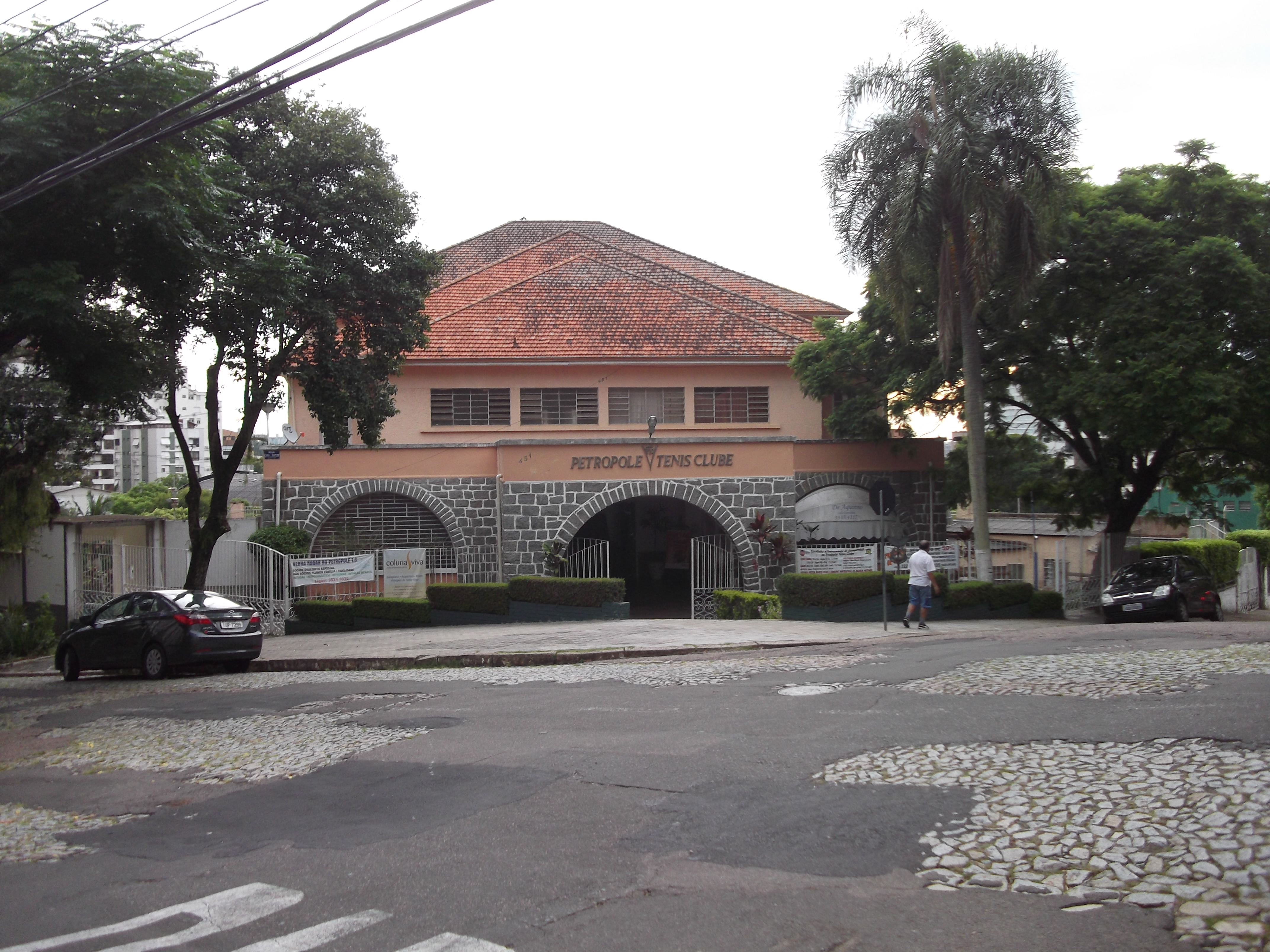
Edifício sede da instituição

O Petrópole Tênis Clube é um clube polidesportivo brasileiro, localizado na cidade de Porto Alegre, capital do estado do Rio Grande do Sul, sendo uma das sedes do Grêmio Náutico União.

## História
O Petrópole foi fundado no dia 7 de setembro de 1941, no Bairro Petrópolis, por iniciativa da Caixa Econômica Federal. Interessado em vender lotes de uma grande chácara situada no local, o banco idealizou a criação de um clube para atrair moradores e incrementar as vendas.
Na primeira ata, constam assinaturas de diversas personalidades, como a do ex-governador do Estado Ildo Meneghetti e do senador Tarso Dutra. Com o tempo, outros ilustres se associaram ao Petrópole, como o ex-governador Ernesto Dorneles, o ex-prefeito de Porto Alegre Telmo Thompson Flores e a ex-miss Brasil e Universo Ieda Maria Vargas. Como primeiro presidente do clube, foi eleito Eulino Mendes Ribeiro, gerente da Caixa.
O Petrópole foi um dos fundadores da Federação Gaúcha de Futebol de Salão em 1956. Neste esporte, sagrou-se vice-campeão estadual em 1960 e em 1974. Também foi, por três vezes, campeão estadual de basquetebol masculino, nos anos de 1966, 1979 e 1980.
Na década de 1960, o Petrópole construiu a sua piscina, sendo logo escolhido como sede do Campeonato Universitário Internacional de Ballet Aquático. Na mesma década, em 1963, deu início à construção de seu ginásio de esportes. Em 1992, as quadras cobertas de tênis foram construídas.
Em outubro de 2017, após uma década de tentativas, o Petrópole foi incorporado pelo Grêmio Náutico União, que passou a utilizar o clube como uma de suas subsedes. Apesar da extinção do Petrópole como agremiação, a estrutura adquirida pelo GNU foi mantida como "Sede Petrópole Tênis Clube".

## Títulos

### Esportes olímpicos

#### Basquete
| Estaduais         | Estaduais                     | Estaduais | Estaduais         |
|                   | Competição                    | Títulos   | Temporadas        |
| ----------------- | ----------------------------- | --------- | ----------------- |
| Rio Grande do Sul | Campeonato Gaúcho - Masculino | 3         | 1966, 1979 e 1980 |